# Aglaia malabarica
Aglaia malabarica là một loài thực vật]] thuộc họ Meliaceae. Đây là loài đặc hữu của Ấn Độ.